# Спомен-биста Францу Листу у Београду
Спомен-биста Францу Листу је споменик у Београду. Налази се у парку Мањеж у општини Савски венац.

## Опште карактеристике
Споменик је постављен 21. октобра 2011. године у парку Мањеж. Поклон је амбасаде Мађарске Београђанима и Србији, а откривен је у част двестогодишњице рођења (22. октобар 1811) Франца Листа мађарског композитора и пијанисте.
Рад је уметнице Каталин Гере из Будимпеште, једне од најзначајнијих вајара-портретиста Мађарске. Изливен је у месингу и постављен на постољу од гранита „бианко кастиља” високог 170 сантиметара.
Откривању бисте је присуствовао тадашњи амбасадор Мађарске Оскар Никовиц, чланови градске управе и представници амбасаде Аустрије и Немачке у Београду, и вајари Каталин Гере и Зоран Ивановић коме је била поверена израда постамента споменика.